# Royal Football Club Croatia Wandre
Maillots
Dernière mise à jour : 12 mai 2025.
Le Royal Football Club Croatia Wandre est un club de football belge basé à Wandre, en province de Liège. Le club, fondé en 1913, est un des plus anciens du pays et porte le matricule 74 et qui évolue actuellement en 1ére Provinciale.
Le club a joué au cours de son Histoire 10 saisons dans les séries nationales, dont 3 au troisième niveau.
L'ancien président du club est Branko Pletikosa, grand oncle de Stipe Pletikosa, ancien gardien de l’équipe nationale de Croatie.

## Histoire
Le club est créé en 1913 sous le nom de Football Club Wandre Union, et choisit d'utiliser des maillots bleus et blancs. Il s'affilie à la Fédération belge, et débute dans les séries régionales. En décembre 1926, il reçoit le matricule 74. Le club gravit les échelons provinciaux, et rejoint pour la première fois la Promotion, alors troisième et dernier niveau national, en 1949.
Lors de ses deux premières saisons, le club termine en treizième position, évitant la relégation. En 1951-1952, le club fait mieux en terminant onzième, mais à la suite de la réforme des séries nationales, il est relégué en Promotion, quatrième niveau national nouvellement créé pour la saison prochaine. Après cette relégation, le club ne parvient pas à obtenir de bons résultats, et redescend vers les séries provinciales deux ans plus tard. Le club parvient à remonter en Promotion en 1956, et termine d'emblée troisième dans sa série. Les joueurs ne parviennent pas à rééditer leur performance la saison suivante, conclue à la dernière place, synonyme de retour en provinciales.
Le club ne traîne pas en première provinciale, et remporte le titre directement, lui permettant de revenir en Promotion en 1959. Comme lors de son précédent passage à ce niveau, le club termine troisième dès son retour, mais est ensuite relégué la saison suivante. Pour la troisième fois en huit ans, le club est relégué en provinciales en 1961. Depuis lors, il n'a plus jamais rejoué en nationales.
Au fil des saisons, le club est descendu dans la hiérarchie du football provincial, échouant en « P3 ». En 1998, il fusionne avec le Football Club Croatia Boirs. Il change son nom en Royal Football Club Croatia Wandre et conserve son matricule 74.
Depuis trois ans le club a été repris par une star de télé réalité Nikola Lozina. En Avril 2020, Adriano Iovino annonce son départ vers le club Melinois, à la suite de l'arrivée de Maxime Cosse. Ce départ laissa un gout d'amerthume envers les supporters et les dirigeants.

## Résultats dans les divisions nationales

### Bilan
| Niv | Divisions     | Jouées | Titres | TM Up | TM Down |
| --- | ------------- | ------ | ------ | ----- | ------- |
| I   | 1re nationale | 0      | 0      |       |         |
| II  | 2e nationale  | 0      | 0      |       |         |
| III | 3e nationale  | 3      | 0      |       |         |
| IV  | 4e nationale  | 6      | 0      |       |         |
| V   | 5e nationale  | 0      | 0      |       |         |
|     |               |        |        |       |         |
|     | TOTAUX        | 9      | 0      | 0     | 0       |

- TM Up : test-match pour départager des égalités, ou toutes formes de Barrages ou de Tour final pour une montée éventuelle.
- TM Down : test-match pour départager des égalités, ou toutes formes de Barrages ou de Tour final pour le maintien.

### Classements en séries nationales
| Ordre               | Saison  | Nom du club      | Niveau                 | Classement final | Remarques |
| ------------------- | ------- | ---------------- | ---------------------- | ---------------- | --------- |
| 1                   | 1949-50 | RFC Wandre Union | Promotion (D3) série C | 13e/16           |           |
| 2                   | 1950-51 | RFC Wandre Union | Promotion (D3) série C | 13e/16           |           |
| 3                   | 1951-52 | RFC Wandre Union | Promotion (D3) série D | 11e/16           | Relégué!  |
| 4                   | 1952-53 | RFC Wandre Union | Promotion série C      | 12e/16           |           |
| 5                   | 1953-54 | RFC Wandre Union | Promotion série B      | 15e/16           | Relégué!  |
| séries provinciales |         |                  |                        |                  |           |
| 6                   | 1956-57 | RFC Wandre Union | Promotion série A      | 3e/16            |           |
| 7                   | 1957-58 | RFC Wandre Union | Promotion série C      | 16e/16           | Relégué!  |
| séries provinciales |         |                  |                        |                  |           |
| 8                   | 1959-60 | RFC Wandre Union | Promotion série B      | 3e/16            |           |
| 9                   | 1960-61 | RFC Wandre Union | Promotion série ?      | ?e/16            | Relégué ! |
| séries provinciales |         |                  |                        |                  |           |